# Trịnh Tắc Sĩ
Trịnh Tắc Sĩ (chữ Hán phồn thể: 鄭則士, chữ Hán giản thể: 郑则士, tên tiếng Anh: Kent Cheng Jak-si, sinh ngày 22 tháng 5 năm 1951) là một diễn viên điện ảnh Hồng Kông. Ông đã hai lần được nhận Giải thưởng Điện ảnh Hồng Kông cho Nam diễn viên chính xuất sắc nhất.

## Tiểu sử
Trịnh Tắc Sĩ sinh ra trong một gia đình nghèo ở Hồng Kông. Ông đã mong ước trở thành diễn viên ngay từ khi còn nhỏ. Điều này đã được ông viết trong bài văn của mình nhưng nó đã bị giáo viên của ông chỉ trích nặng nề.
Năm 1972 ông tham gia vào một công ty điện ảnh nhưng không gặt hái được bất cứ vị trí nào trong công ty này cho tới khi ông gia nhập đài truyền hình TVB năm 1976. Sau đó ông làm diễn viên cho một số bộ phim truyền hình.

## Phim đã tham gia

### Phim điện ảnh
| Năm  | Tên phim                                   | Vai diễn                 | Giải thưởng | Ghi chú          |
| ---- | ------------------------------------------ | ------------------------ | --- | ---------------- |
| 1981 | Emperor and His Brother                    |                          | |                  |
| 1983 | Give Me Back                               |                          | Đề cử - Giải thưởng Điện ảnh Hồng Kông cho nam diễn viên xuất sắc nhất                                                     |                  |
| 1984 | Crazy Kung Fu Master                       |                          | |                  |
| 1984 | Beloved Daddy                              |                          | Đề cử - Giải thưởng Điện ảnh Hồng Kông cho nam diễn viên xuất sắc nhất                                                     |                  |
| 1985 | Why Me?                                    | Fei Mao                  | Giải thưởng Điện ảnh Hồng Kông cho nam diễn viên xuất sắc nhất Đề cử - Giải Kim Mã cho nam diễn viên xuất sắc nhất         |                  |
| 1986 | Lucky Stars Go Places                      |                          | |                  |
| 1986 | United We Stand                            |                          | |                  |
| 1987 | Heartbeat 100                              |                          | |                  |
| 1988 | Walk on Fire                               | Mother Tang              | |                  |
| 1989 | The Fortune Code                           |                          | |                  |
| 1989 | Mr. Smart                                  |                          | |                  |
| 1990 | Dragon in Jail                             |                          | |                  |
| 1990 | The Magic Amethyst                         |                          | |                  |
| 1991 | Lethal Contact                             |                          | |                  |
| 1991 | To Be Number One                           |                          | Đề cử - Giải thưởng điện ảnh Hồng Kông cho diễn viên phụ xuất sắc nhất                                                     |                  |
| 1991 | Once Upon a Time in China - Hoàng Phi Hồng | Lâm Thế Vinh             | |                  |
| 1993 | A Roof with a View                         | Fat Ho                   | |                  |
| 1993 | Man of the Times                           | Lau Fook                 | |                  |
| 1993 | Crime Story                                | Thanh tra Hung Ting-bong | Đề cử - Giải thưởng điện ảnh Hồng Kông cho diễn viên phụ xuất sắc nhất Đề cử - Giải Kim Mã cho nam diễn viên xuất sắc nhất |                  |
| 1993 | Morbidia                                   | Fatty                    | |                  |
| 1993 | Hero of Hong Kong 1949                     |                          | |                  |
| 1993 | Lord of East China Sea                     | Chief Wong               | |                  |
| 1993 | Lord of East China Sea II                  | Chief Wong               | |                  |
| 1993 | The Kidnap of Wong Chak Fai                | Chung                    | |                  |
| 1993 | Flirting Scholar 2                         | Fat Cat                  | |                  |
| 1993 | Cohabitation                               |                          | |                  |
| 1993 | Run and Kill                               | Cheng 'Fatty' Kau Ng     | |                  |
| 1994 | Mermaid Got Married                        |                          | |                  |
| 1996 | The Log                                    |                          | Giải thưởng Điện ảnh Hồng Kông cho nam diễn viên xuất sắc nhất Giải Kim Tử Kinh cho diễn viên xuất sắc nhất                |                  |
| 1996 | Wong Fei Hung Series                       | Lâm Thế Vinh             | | Từ Khắc sản xuất |
| 2003 | Người Khuyết Tật                           | Mèo Mập                  | |                  |
| 2007 | Flash Point                                |                          | |                  |
| 2008 | Run Papa Run                               |                          | |                  |
| 2008 | Out of Control                             |                          | |                  |
| 2010 | Diệp Vấn 2                                 | Fatso                    | |                  |
| 2011 | Sleepwalker                                |                          | |                  |
| 2012 | Good-for-Nothing Heros                     |                          | |                  |
| 2015 | Diệp Vấn 3                                 | Fatso                    | |                  |
| 2017 | Trùm Hương Cảng                            |                          | |                  |

### Phim truyền hình
| Năm  | Tên phim                                      | Vai diễn       | Giải thưởng                                                                        | Đài truyền hình |
| ---- | --------------------------------------------- | -------------- | ---------------------------------------------------------------------------------- | --------------- |
| 1976 | Hotel                                         |                |                                                                                    | TVB             |
| 1978 | The Giant                                     | Law Kwan       |                                                                                    | TVB             |
| 1978 | The Heaven Sword and Dragon Saber             |                |                                                                                    | TVB             |
| 1979 | The Sword of Romance                          | Muk-yung Ching |                                                                                    | TVB             |
| 1981 | The Misadventure of Zoo                       |                |                                                                                    | TVB             |
| 1996 | In the Name of Love                           | Ho Ka-bon      |                                                                                    | TVB             |
| 1997 | The Hitman Chronicles                         | Chuyên Chư     |                                                                                    | TVB             |
| 1997 | Forrest Cat                                   | Lai Ting-on    |                                                                                    | ATV             |
| 1999 | Forrest Cast II                               | Wong Ka-po     |                                                                                    | ATV             |
| 2002 | Law 2002                                      | Law Yau-dai    |                                                                                    | ATV             |
| 2006 | The Blind Detective                           |                |                                                                                    | ATV             |
| 2006 | Romance of Red Dust                           | Dương Tố       |                                                                                    | CTV             |
| 2008 | A Journey Called Life                         | Kam Shek       |                                                                                    | TVB             |
| 2009 | The Greatness of a Hero                       | Địch Nhân Kiệt |                                                                                    | TVB             |
| 2009 | A Watchdog's Tale                             | Lai Tsun-Sing  |                                                                                    | TVB             |
| 2010 | When Lanes Merge                              | Ho Kau         | Đề cử - TVB Award for Best Actor Đề cử - TVB Award for My Favourite Male Character | TVB             |
| 2012 | Tạo Vương Giả                                 | Tung Chiu      |                                                                                    | TVB             |
| 2012 | Wonderful Declarations from a Daughter-in-Law |                |                                                                                    |                 |